# 윌리엄 코언

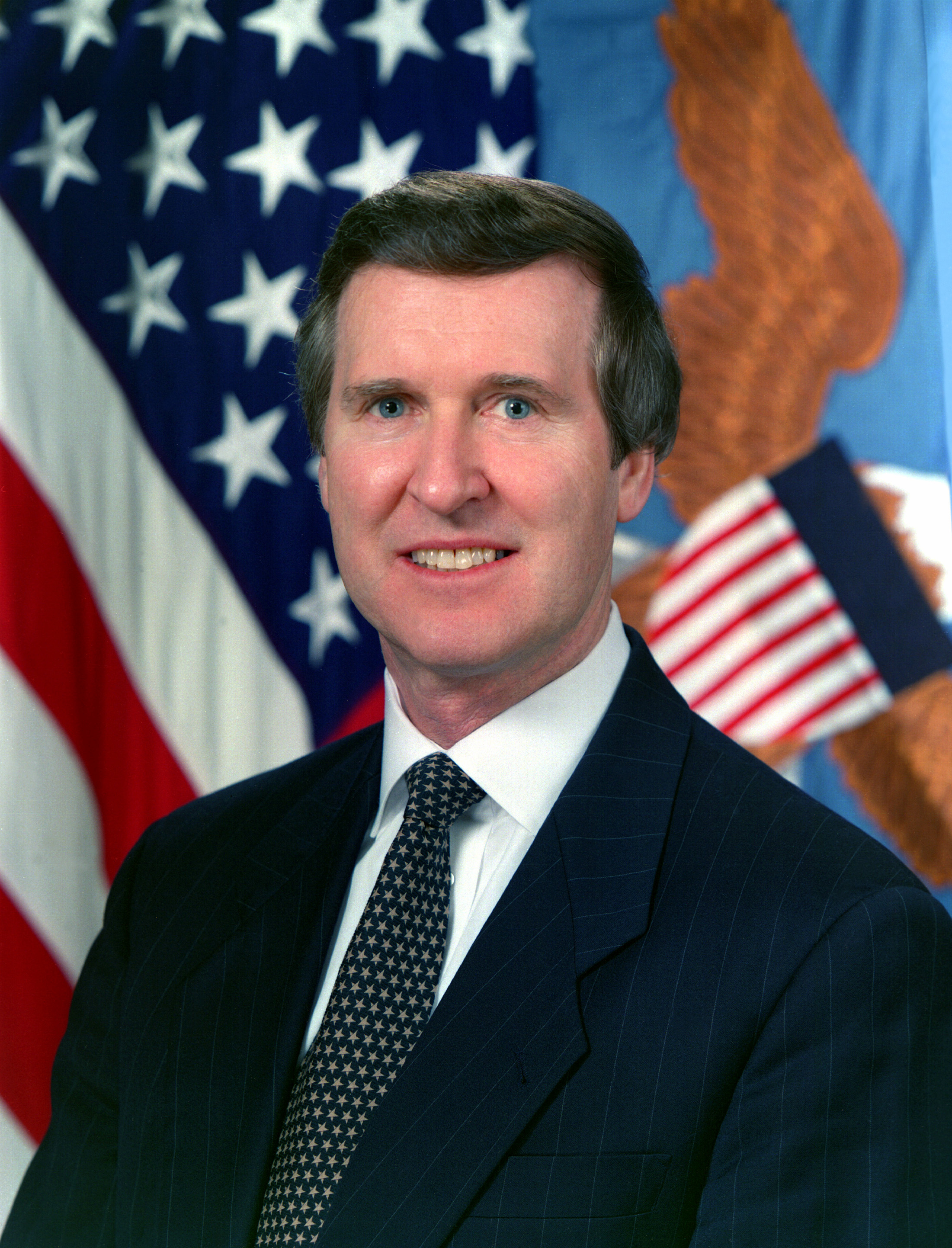
윌리엄 코언

윌리엄 서배스천 코언(영어: William Sebastian Cohen, 1940년 8월 28일 ~ )은 미국의 변호사, 작가, 정치인이다. 소속 정당은 공화당이다.

## 어린 시절과 성장
메인주 뱅고어에서 아일랜드계 미국인인 클라라 코언(Clara Cohen, 결혼 이전의 성(姓)은 하틀리(Hartley))와 러시아계 유대인 출신 이민자인 루번 코언(Reuben Cohen)의 아들로 태어났다.
1958년에는 뱅고어 고등학교(Bangor High School)를 졸업했고 1962년에는 보든 칼리지(Bowdoin College)를 졸업했다. 고등학교, 대학교 시절에는 농구 선수로 활약했으며 메인주 고등학교 올스테이트 팀(all-state), 뉴잉글랜드 올스타 명예의 전당(New England All-Star Hall of Fame)에 선정되기도 했다. 1965년에는 보스턴 대학교 로스쿨 과정을 졸업했다.

## 미국 하원 의원과 미국 상원 의원
1972년에 실시된 메인주 미국 하원 제2선거구 선거에 출마하면서 당선되었다. 제1기에서는 사법 위원회 소속 의원으로 활동하면서 워터게이트 사건 조사에 참여했는데 이는 리처드 닉슨 대통령의 탄핵에 가담하는 계기가 된다. 미국의 주간지인 《타임》은 그를 "미래의 미국의 지도자 200명" 가운데 한 사람으로 선정하기도 했다. 미국 하원에서는 제3기까지 역임했다.
1978년에 실시된 메인주 미국 상원 제1선거구 중간 선거에 출마하면서 당선되었으며 1984년, 1990년에 실시된 상원 의원 선거에서도 연달아 당선되었다. 미국 상원에서는 군사 위원회, 국가 안보 행정 위원회(1979년 ~ 1997년), 정보 위원회(1983년 ~ 1991년, 1995년 ~ 1997년) 소속 의원을 역임했고 원주민 위원회(1981년 ~ 1983년), 고령화 위원회(1995년 ~ 1997년) 위원장을 역임했다.

## 국방부 장관

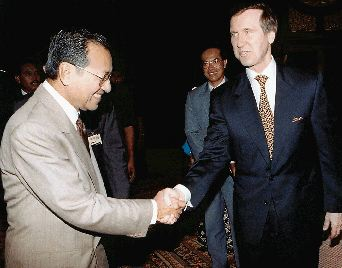
윌리엄 코언 과 말레이시아의 총리 마하티르 빈 모하맛 (1998년 1월 12일)

1997년부터 2001년까지 민주당 출신인 제2차 빌 클린턴 행정부에서 미국 국방부 장관을 역임했다. 1998년에는 알카에다가 탄자니아 다르에스살람, 케냐 나이로비에서 일으킨 미국 대사관 폭탄 테러에 대응하여 이라크에 사막의 여우 작전을 개시했다. 코소보 전쟁이 일어난 1999년에는 북대서양 조약 기구(NATO)의 유고슬라비아 공습에 관여했다.
1997년에 작성된 《4개년 국방 태세 검토 보고서》에서는 냉전의 종식에 따라 F-22 랩터, F/A-18 호넷을 포함한 각종 전투기의 구입 비용을 삭감하고 군인 61,700명(육군 15,000명, 공군 26,900명, 해군 18,000명, 해병대 1,800명)을 감축한다는 결정을 내렸다. 그 밖에 육군 주방위군 54,000명, 민간 방위 부대 80,000명을 감축하기로 결정했다. 또한 미국군의 레즈비언 및 게이 치료 문제, 인종 차별 문제, 성희롱 문제에도 참여했다.

## 역대 선거 결과
| 선거명      | 직책명                    | 대수  | 정당   | 득표율 | 득표수    | 결과 | 당락                 |
| ----------- | ------------------------- | ----- | ------ | ------ | --------- | ---- | -------------------- |
| 1972년 선거 | 하원의원 (메인 제2선거구) | 93대  | 공화당 | 54.39% | 106,280표 | 1위  | 메인주 하원의원 당선 |
| 1974년 선거 | 하원의원 (메인 제2선거구) | 94대  | 공화당 | 71.37% | 118,154표 | 1위  | 메인주 하원의원 당선 |
| 1976년 선거 | 하원의원 (메인 제2선거구) | 95대  | 공화당 | 77.11% | 169,292표 | 1위  | 메인주 하원의원 당선 |
| 1978년 선거 | 상원의원 (메인 제2부)     | 96대  | 공화당 | 56.60% | 212,294표 | 1위  | 메인주 상원의원 당선 |
| 1984년 선거 | 상원의원 (메인 제2부)     | 99대  | 공화당 | 73.34% | 404,414표 | 1위  | 메인주 상원의원 당선 |
| 1990년 선거 | 상원의원 (메인 제2부)     | 102대 | 공화당 | 61.34% | 319,167표 | 1위  | 메인주 상원의원 당선 |